# Делмар Тауншип (округ Тайога, Пенсільванія)
Делмар Тауншип (англ. Delmar Township) — селище (англ. township) в США, в окрузі Тайога штату Пенсільванія. Населення — 2793 особи (2020).

## Демографія
Згідно з переписом 2010 року, у селищі мешкало 2856 осіб у 1150 домогосподарствах у складі 848 родин. Було 1508 помешкань
Расовий склад населення:
| - 97,8 % — білих - 0,6 % — чорних або афроамериканців - 0,4 % — корінних американців - 0,4 % — азіатів |

До двох чи більше рас належало 0,7 %. Частка іспаномовних становила 1,0 % від усіх жителів.
За віковим діапазоном населення розподілялося таким чином: 21,5 % — особи молодші 18 років, 60,0 % — особи у віці 18—64 років, 18,5 % — особи у віці 65 років та старші. Медіана віку мешканця становила 47,1 року. На 100 осіб жіночої статі у селищі припадало 102,7 чоловіків;  на 100 жінок у віці від 18 років та старших — 103,1 чоловіків також старших 18 років.
Середній дохід на одне домашнє господарство  становив 68 928 доларів США (медіана — 53 011), а середній дохід на одну сім'ю — 79 109 доларів (медіана — 60 288). Медіана доходів становила 53 370 доларів для чоловіків та 31 591 долар для жінок. За межею бідності перебувало 10,0 % осіб, у тому числі 12,0 % дітей у віці до 18 років та 2,4 % осіб у віці 65 років та старших.
Цивільне працевлаштоване населення становило 1332 особи. Основні галузі зайнятості: освіта, охорона здоров'я та соціальна допомога — 21,3 %, виробництво — 11,9 %, роздрібна торгівля — 11,4 %.